# Réserve naturelle régionale du marais de Wagnonville
La réserve naturelle régionale du marais de Wagnonville (RNR23) est une réserve naturelle régionale située dans le département du Nord, dans les Hauts-de-France. Classée en 2007, elle occupe une surface de 20 hectares et protège une zone humide à proximité du centre de Douai.

## Localisation

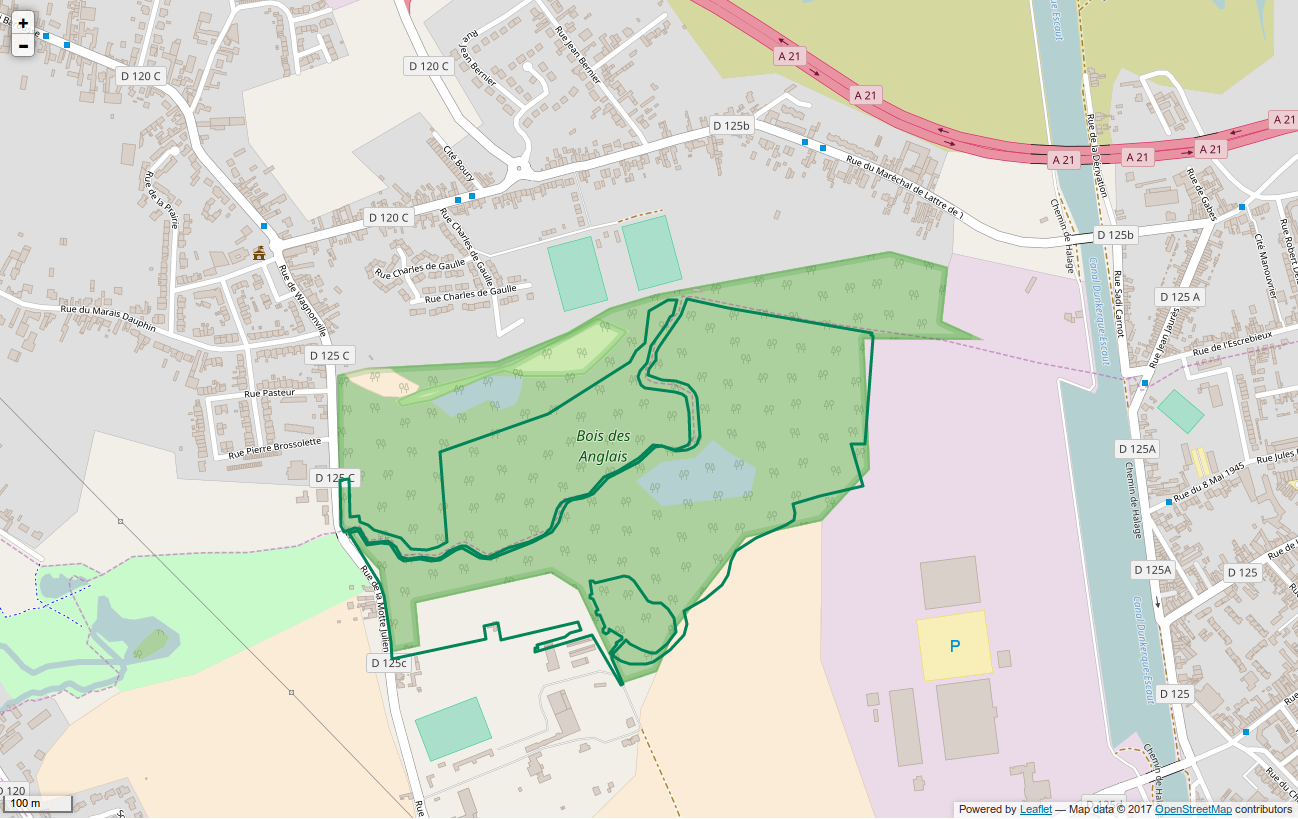
Périmètre de la réserve naturelle.

Le territoire de la réserve naturelle est dans le département du Nord, sur les communes de Douai et Flers-en-Escrebieux, en limite du bassin minier. Il se situe à l'ouest des marais de la vaste plaine alluviale de la Scarpe, dans la vallée de l'Escrebieux et en périphérie de la ville de Douai (moins de 2 kilomètres du centre ville), dans une région densément peuplée et au lourd passé industriel et agricole où on réalise encore de la culture céréalière.
Le site est bordé à l'est par un terrain militaire, à l'ouest par la rue de la Motte-Julien et le parc Charles-Fenain, au nord par des champs captants appartenant à la société Eaux du Nord et à la Région.

## Histoire du site et de la réserve

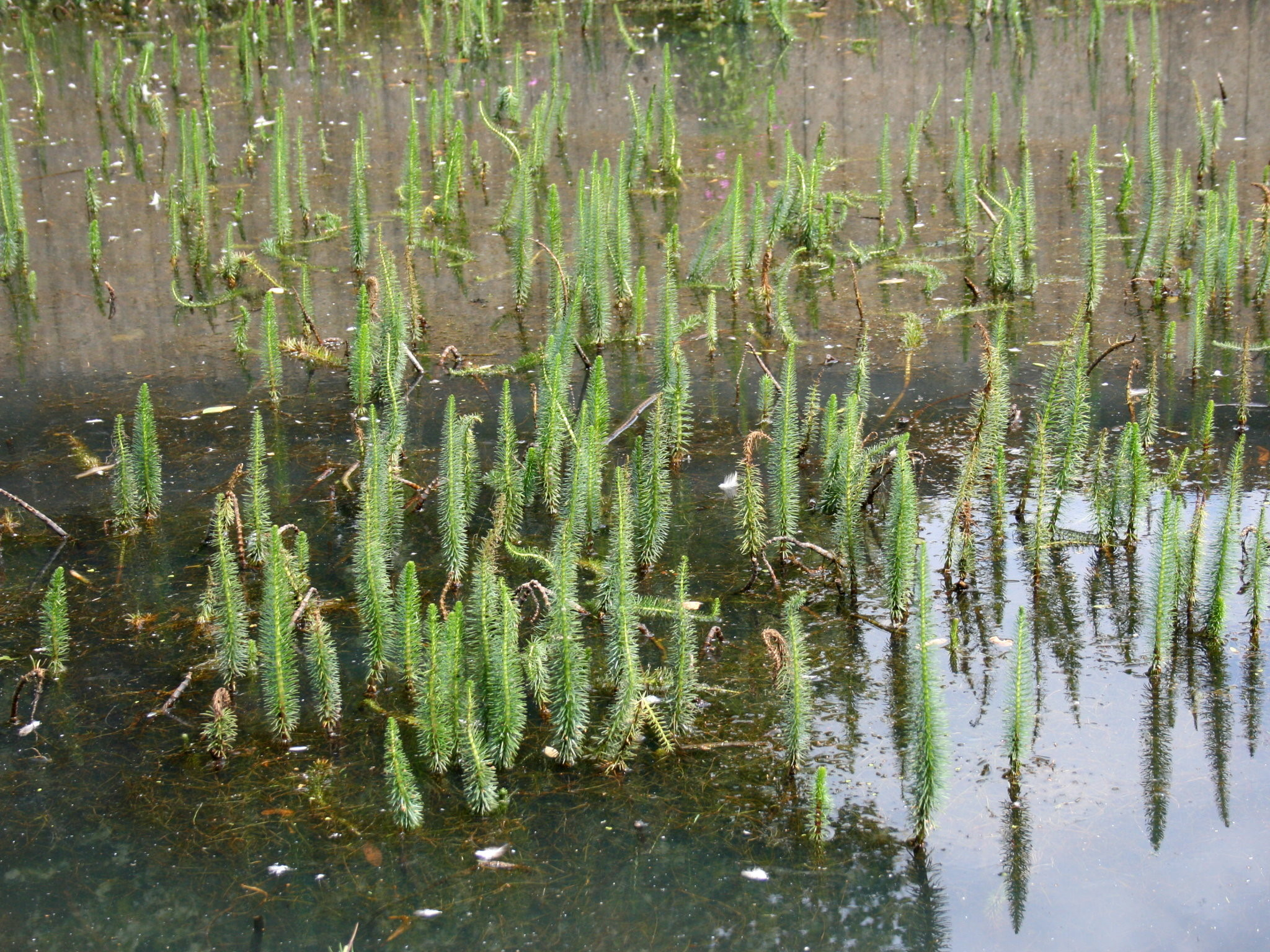
Pesse commune

Le bassin versant de l'Escrebieux était autrefois une vaste zone humide alluviale, comme l'indique l'origine étymologique de la commune de Flers venant de fleot qui signifie terrain couvert d'eau. Pendant de nombreuses années, le marais a été le support de nombreuses activités, telles que la pisciculture au XIXe siècle (aménagement de viviers par des moines Anglais, d'où l'origine du nom « bois des Anglais »).
Puis les zones humides, considérées comme insalubres, inutiles et non rentables, ont vu leur superficie se réduire fortement (drainage, assèchement, dépôts…). Aujourd'hui le marais de Wagnonville et l'un des derniers témoins des zones humides de la vallée de l'Escrebieux.
En 1955, une décharge s'implante à l'est du marais et le comble petit à petit. Elle sera fermée à la fin des années 1980.
En 1960, l'Escrebieux cesse de couler ; le tarissement de la source intervient à la suite de la création et de l'exploitation de captages d'eau potable sur la commune de Flers-en-Escreubieux. Les prélèvements d'eau importants via ces forages (18 000 000 m3/an en 1986) étant exportés majoritairement en région lilloise, le bilan hydrique est donc déficitaire. Cette surexploitation de la nappe aboutit à une baisse des niveaux piézometriques de celle-ci et au tarissement de l'Escrebieux (ALFA, juin 2000).
En 1990, les premiers inventaires sont réalisés sur le marais par des membres du GON qui en soulignent l'intérêt ornithologique et alertent la commune de Douai. Dans le même temps, les premières réflexions sur la protection et la valorisation du site apparaissent. Ces idées se concrétisent en 1994, par la création de la Réserve naturelle volontaire du Marais de Wagnonville.
En 2002, la loi "démocratie de proximité" abroge tous les classements en RNV et une procédure de reclassement est lancée. Elle aboutit en 2007 au classement en réserve naturelle régionale.

## Écologie (biodiversité, intérêt écopaysager…)

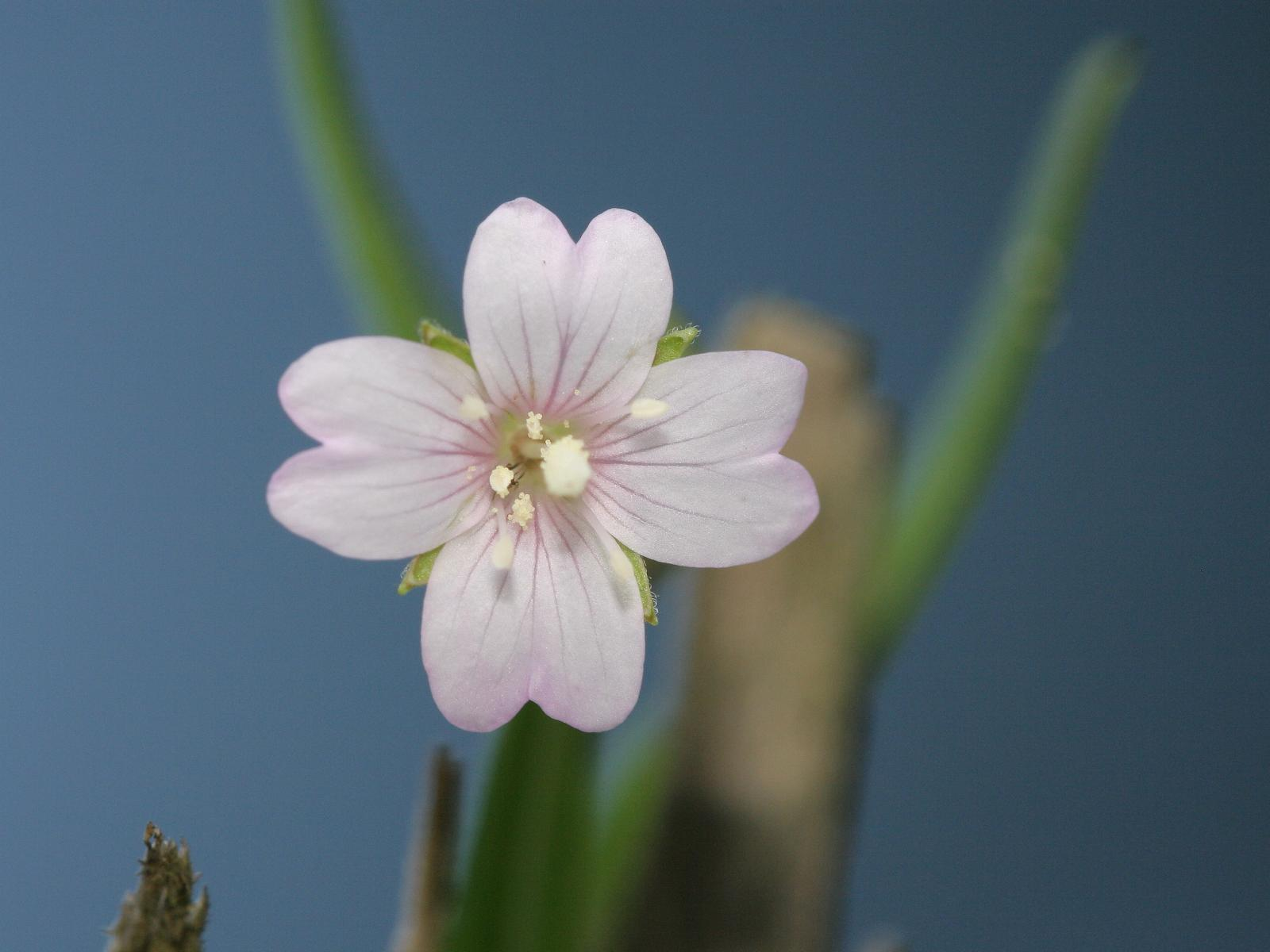
Épilobe des marais

On rencontre sur la réserve trois grands « secteurs » écologiques :
- Les milieux aquatiques et les zones humides (étang, quelques mares et fossés, une vasière et une tourbière à sphaignes),
- Les boisements, bien représentés sur la partie nord et ouest de la réserve (saulaie acidiphile, fruticées, ancien parc boisé et peupleraies),
- Les milieux ouverts avec leur végétation herbacée (prairie hygrophile restaurée et friches à graminées sur la colline).

### Flore
En 2015, 220 espèces végétales ont été recensées sur la réserve naturelle dont au moins 3 sont patrimoniales :
- L'Épilobe des marais (Epilobium palustre), une plante de la famille de l'onagre se développant dans les prairies humides, les marais, généralement sur sols tourbeux. Cette plante haute de 1 à 60 cm, fleurit de juin à septembre. Cette épilobe a été localisée au niveau de l'ancienne peupleraie, aujourd'hui pâturée, ainsi que dans la tourbière.
- Le Rorippe des marais ;
- La Sphaigne de Russow, dont c'est l'unique station pour le Nord de la France. Elle fait partie des 5 espèces de sphaignes recensées dans la tourbière.

On trouve également sur le site la Pesse commune, plante palustre parfois aussi nommée « Queue de cheval », « Pain aquatique », « Queue de renard », qui en dépit de ce que son nom laisse penser est devenu rare sur une grande partie de son aire naturelle de répartition.

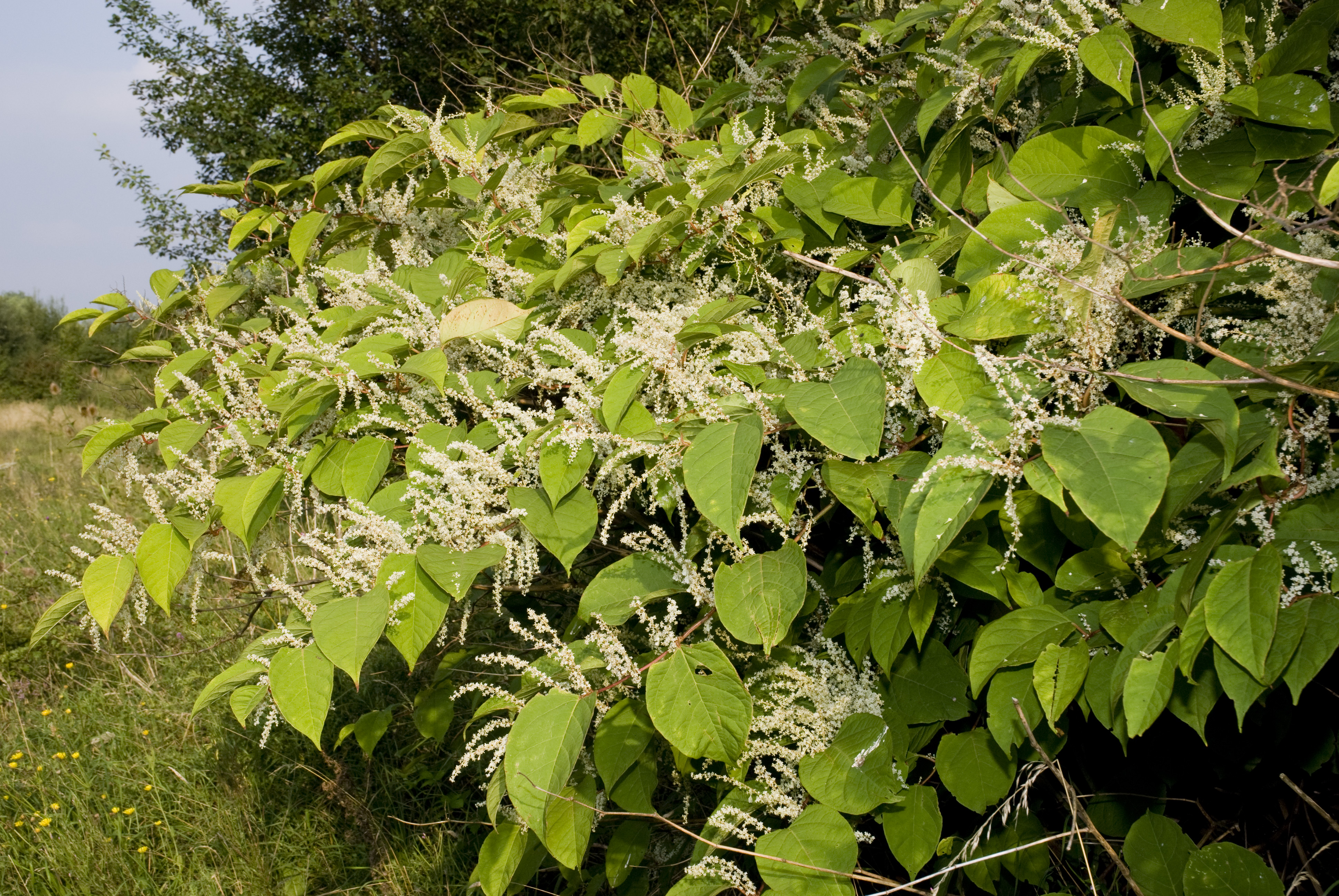
Renouée du Japon

À noter que 4 espèces invasives sont présentes sur la réserve : la Renouée du Japon, la Renouée de Sakhaline dont l'extension constitue une menace pour les habitats ouverts et les espèces qui les composent, le Solidage glabre et le Robinier faux-acacia.

### Faune

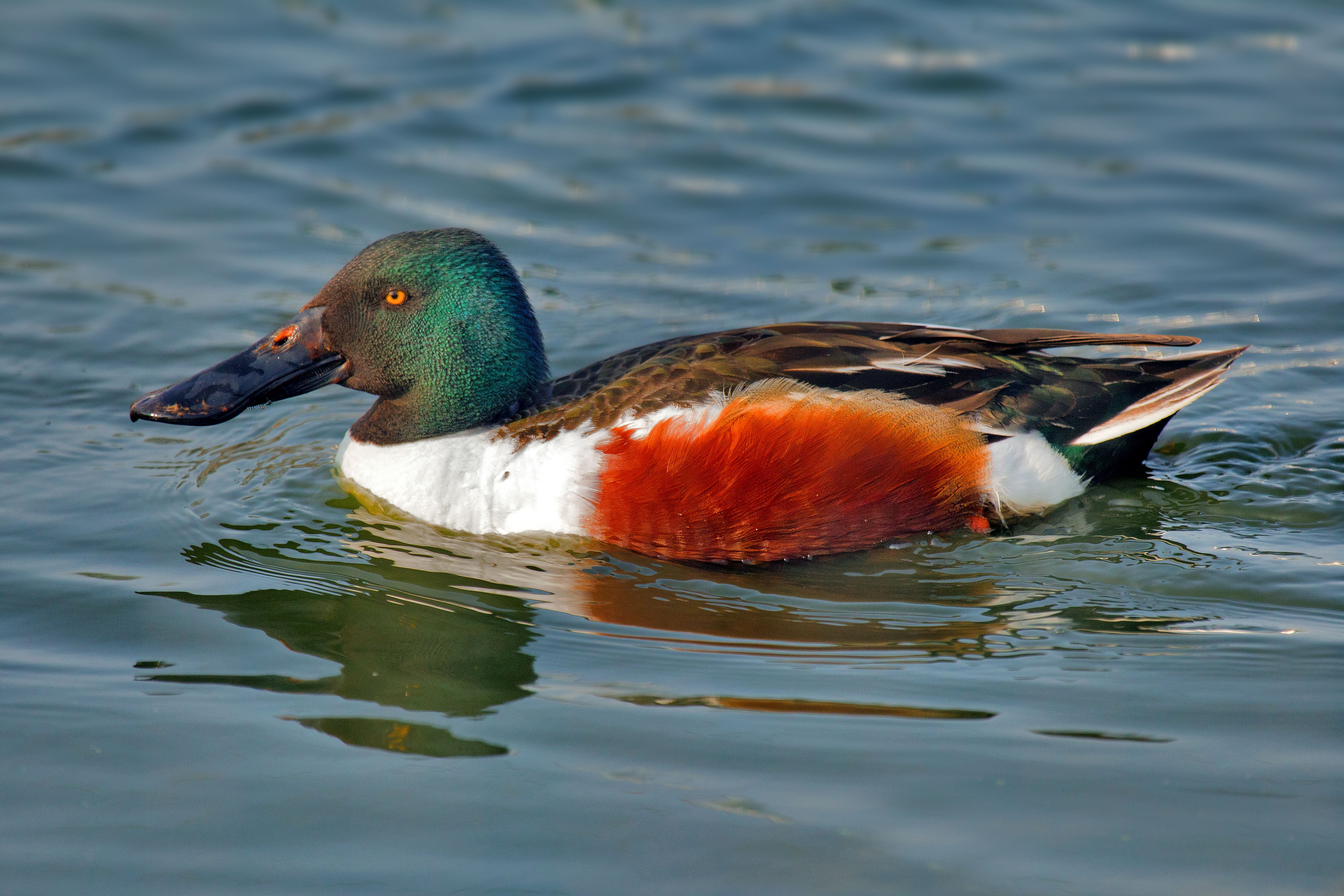
Canard souchet

140 espèces animales habitent ou fréquentent le site dont 4 patrimoniales :
- le Conocéphale des roseaux, un orthoptère ;
- le Fuligule milouin ;
- le Murin à moustaches, une chauve-souris ;
- le Busard des roseaux ;

L'avifaune compte 87 espèces. Les plus faciles à observer sont des oiseaux d'eau (Canard souchet, Héron cendré…). 
On trouve également 8 espèces de mammifères, 5 espèces d'amphibiens ou reptiles. Parmi les invertébrés recensés, on trouve 19 espèces de papillons de jour, 7 espèces de criquets et sauterelles et 12 espèces d'odonates.

## Intérêt touristique et pédagogique
Le site est ouvert au public uniquement lors de visites guidées.

## Administration, plan de gestion, règlement
La réserve naturelle est gérée par le Conservatoire d'espaces naturels du Nord et du Pas-de-Calais et la commune de Douai. Le service des Espaces verts de Douai met en œuvre directement ou supervise la majorité des opérations de gestion sur la réserve depuis sa création en 1994. Certains travaux relativement lourds et nécessitant des moyens importants sont réalisés en coopération avec le LEGTA.
Le plan de gestion 2000-2005 réalisé par le bureau d'étude ALFA s'est voulu très exhaustif. 47 opérations de gestion étaient prévues, 9 de suivi scientifiques, 17 pour la fréquentation et l'accueil du public et 6 opérations administratives. Certaines opérations concernaient le périmètre à l'extérieur de la réserve. La réalisation de l'ensemble des opérations du plan de gestion dans un délai de 5 ans était difficilement envisageable. De plus, certaines opérations étaient peu précises ou mal définies pour atteindre les objectifs énoncés. Le Service des Espaces Verts a établi une priorisation des objectifs et des enjeux en fonction de leur importance, notamment concernant les habitats de zones humides (tourbière, mares, etc.). Ces actions ont permis d'atteindre l'objectif le plus important : le maintien des habitats et des espèces remarquables. Dans le cadre du renouvellement du plan de gestion, les inventaires de la faune, de la flore et des habitats ont été repris et l'évaluation patrimoniale du site a été actualisée afin de dégager les objectifs de gestion pour les 5 ans à venir.

### Outils et statut juridique
La réserve naturelle régionale a été créée par une délibération du Conseil régional Nord - Pas de Calais du 12 novembre 2007.